# ナイロビ州

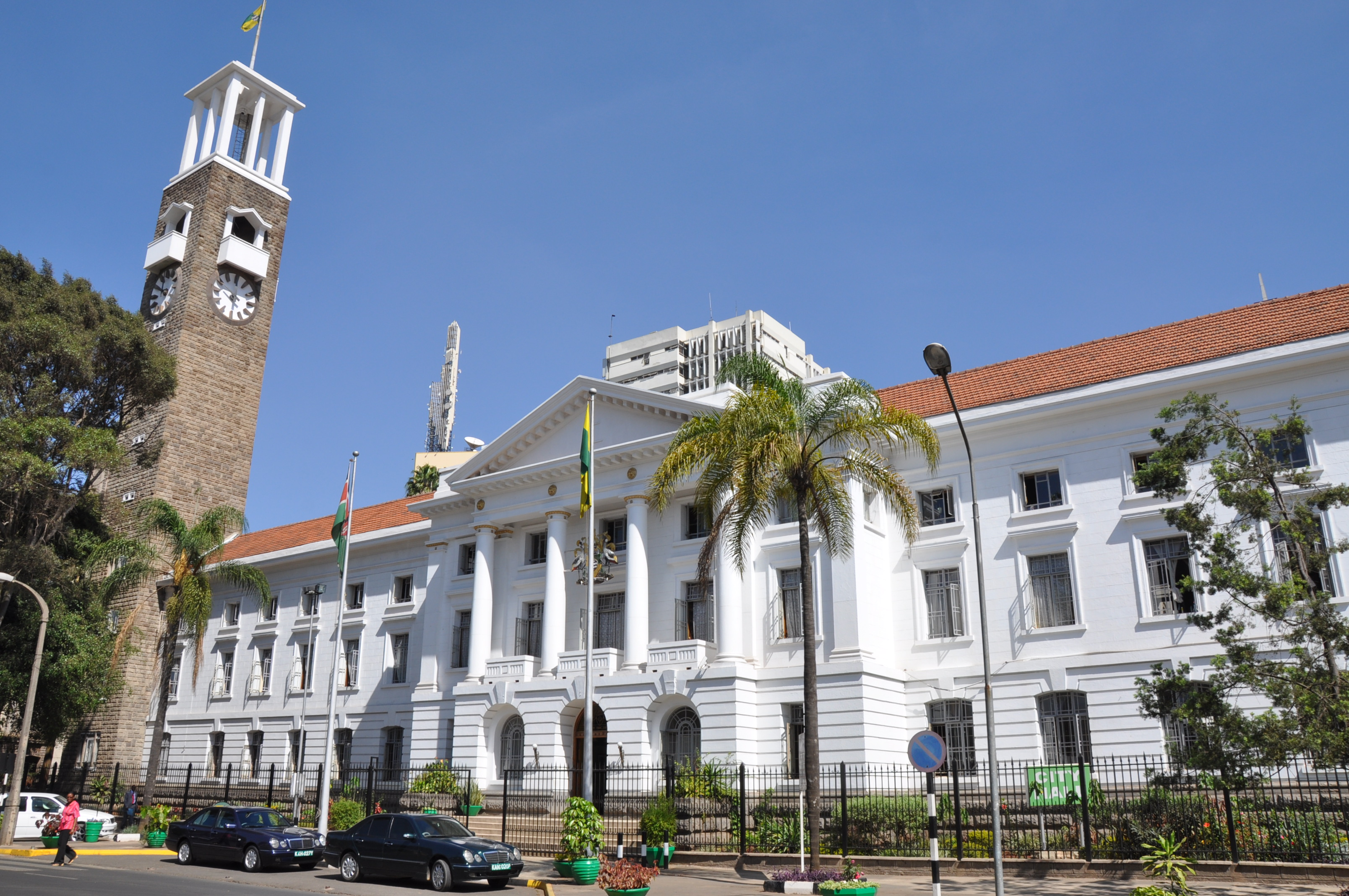
ナイロビ市庁舎

ナイロビ州の位置

ナイロビ州（ナイロビしゅう）は、ケニアの首都ナイロビの州。北に中央州、東に東部州、西にリフトバレー州と接する。範囲はナイロビに等しいが、州機能が設けられ州庁舎はニアヨハウスに置かれている。州知事はジェームズ・M・ワウェル。人口は310万人(2009年,ケニア統計局)。地区と同じ8下院選挙区が置かれている。

## 地域区分
2007年に3県の設置が決められた。
| 県           | 県庁所在地 |
| ------------ | ---------- |
| ナイロビ北県 | マタレ     |
| ナイロビ西県 |            |
| ナイロビ東県 | マカデラ   |

### 地区
8地区 (Division, 郡) と約50の居住区 (Location, 地区、村) に分けられる。
| 地区           | 居住区                                                                                           |
| -------------- | ------------------------------------------------------------------------------------------------ |
| ウエストランズ | カンゲミ、キティスル、キリマニ、パークランズ、ハイリッジ、ラビントン                             |
| エンバカシ     | ウモジャ、エンバカシ、カヨレ、カリオバンギ南、ダンドラ、ムクル・クワ・ンジェンガ、ルアイ、ンジル |
| カサラニ       | カサラニ、カハワ、カリオバンギ北、ギツライ、コロゴチョ、ルアラカ、ロイサンブ                     |
| キベラ         | カレン、キベラ、セラ・ンゴンベ、ナイロビ西、ムグモイニ、ライニ・サバ、ランガタ                   |
| 中央           | カリオコル、スタレヘ、フルマ、マタレ、ンガラ                                                     |
| ダゴレッティ   | ウシル/ルスミツ、カワングワレ、ケニヤッタ/ゴルフ・クラブ、ムトゥイニ、リルタ、ワイタカ           |
| プムワニ       | イーストレイ北、イーストレイ南、カムクンジ、バハチ、プムワニ                                     |
| マカダラ       | ヴィワンダニ、マカダラ、マコンゲニ、マリンゴ、ムクル・ニャヨ                                     |

## 脚註
1. 1 2  Nairobi Province, Ministry of State for Provincial Administration and National Security, July 11, 2008.